# Finowtal–Pregnitzfließ
Koordinaten: 52° 50′ 7″ N, 13° 37′ 51″ O

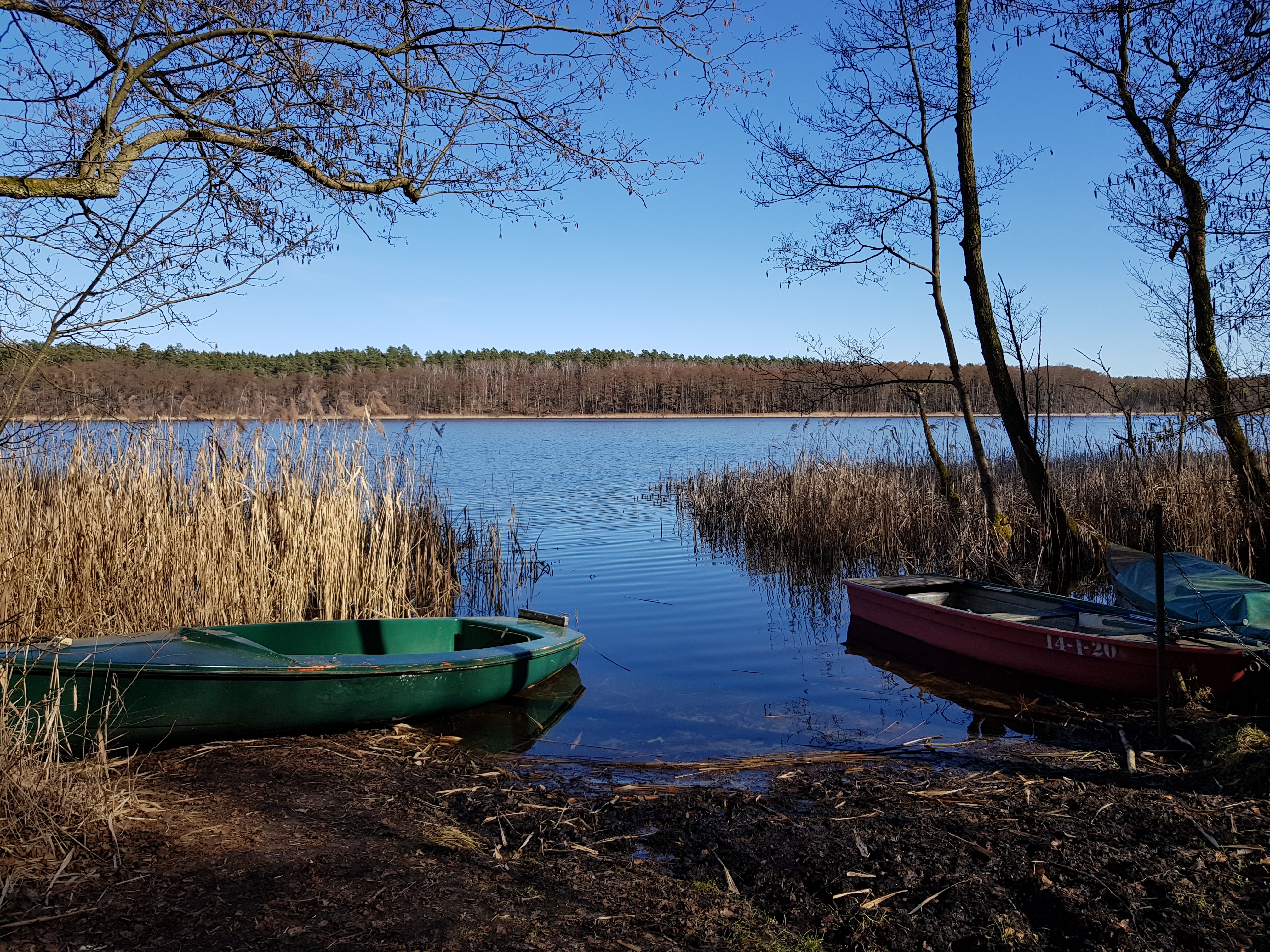
Großer Samithsee

Das Naturschutzgebiet Finowtal–Pregnitzfließ liegt auf dem Gebiet des Landkreises Barnim in Brandenburg.
Das Gebiet mit der Kenn-Nummer 1601 wurde mit Verordnung vom 6. Dezember 2006 unter Naturschutz gestellt. Das 1821 ha große Naturschutzgebiet, durch das die Finow, der Finowkanal und das Pregnitzfließ hindurchfließen, erstreckt sich westlich und östlich der A 11 nördlich der Kernstadt von Biesenthal. Westlich verläuft die Landesstraße L 31, südlich die L 29, am nordwestlichen Rand der Oder-Havel-Kanal und am nordöstlichen Rand die B 167. Im Naturschutzgebiet liegen der 42 ha große Große Samithsee, der 8,9 ha große Lehnssee und der 0,68 ha große Schwarze See, außerdem der 16 ha große Bauersee, der 31 ha große Mittelprendensee, der Eiserbuder See und der Bukower See.